# Nokia Suite
Nokia Suite (antes chamado de Nokia Ovi Suite) é um programa para Microsoft Windows que permite gerenciar o conteúdo de dispositivos Nokia.
Ele é o sucessor do Nokia PC Suite, segundo o desenvolvedor o Nokia Suite é mais amigável para Windows e diz não desenvolver mais o Nokia PC Suite, afirma também que os aparelhos mais novos só tem suporte ao novo programa.
Permite sincronizar contatos, mensagens, notas, fotos e músicas com PC, além de realizar o backup em poucos cliques, restaurando e captando dados facilmente.
Para aparelhos compatíveis com Nokia Mapas é possível fazer o download de mapas gratuitamente para o dispositivo.
Além disso é possível usar o celular como modem, conectando o computador à internet e fazer o download de conteúdo para o telefone, jogos, aplicativos, sons, imagens e temas.

## Descrição
Nokia Ovi Suite permite aos usuários a sincronizarem contatos, calendário, mensagens, fotos, vídeos e músicas presente no aparelho Nokia. Além disso, o Nokia Ovi Suite permite fazer download de mapas gratuitamente para dispositivos Nokia, backup do conteúdo de dispositivos para o PC, tethering, (atua no dispositivo como um modem para se conectar o computador à Internet), a atualização do software do dispositivo entre outras coisas. Nokia Ovi Suite é o substituto para o Nokia PC Suite e é integrado com a marca de serviços Ovi.

## Principais funções
- Músicas - Gerencia músicas, inclusive do computador;
- Fotos - Gerencia fotos, inclusive do computador;
- Mensagens - Envia, recebe e salva mensagens no dispositivo Nokia;
- Mapas - Faz o download de mapas gratuitamente para um dispositivo Nokia compatível;
- Backup - Realiza o backup total de dispositivos Nokia;
- Atualiza firmware - Verifica e atualiza o software do aparelho, garantindo que ele tenha a rapidez e confiabilidade da ultima versão do software;
- Aplicativos - Faz download de aplicativos compatível com o dispositivo conectado.

## Requisitos do sistema
Para usar em um PC com as seguintes configurações:
- Microsoft Windows 7 de 32 ou 64 bits (exceto Starter Edition), Windows Vista de 32 ou 64 bits (Service Pack 1 ou posterior) ou Windows XP de 32 bits (com Service Pack 2 ou posterior);
- 2 GB de espaço livre no computador;
- Processador de 1 GHz;
- Placa de vídeo de 64 MB;
- 1 GB de RAM (memória de acesso aleatório);
- Resolução de tela de 1024x576 e cor de 24 bits;

## Conexão
É possível conectar o celular ao computador através de cabo de dados ou Bluetooth.

## Recursos
O Nokia Ovi Suite possui as seguintes características:
- Músicas;
- Fotos e Vídeos;
- Mapas;
- Mensagens;
- Contatos;
- Atualizações de Software;
- Telefone de backup e restauração.

Nokia Ovi Suite pode realizar um backup completo do conteúdo do telefone em um único arquivo. Esse arquivo usa a extensão de arquivo .NBU e esse formato de arquivo não será aberto/salvo (Para ter acesso aos arquivos de backup para restaurá-lo para o celular é preciso ter o Nokia Ovi Suite instalado). No entanto, existem programas de terceiros que podem ler esses arquivos com algum sucesso, como o software open-source NBU Explorer e o shareware Noki.
A partir da versão 3, quando uma mensagem de texto é enviada a partir do Nokia Ovi Suite, o relatório de entrega estará disponível também no celular. Esse recurso estava sendo solicitado desde as primeiras versões a pedido pela comunidade e foi finalmente introduzido.